# Лаккьярелла
Лаккьярелла (итал. Lacchiarella) — коммуна в Италии, в провинции Милан области Ломбардия.
Население составляет 7542 человека (на 2004 г.), плотность населения составляет 306,1 чел./км². Занимает площадь 24,2 км². Почтовый индекс — 20084. Телефонный код — 02.
Покровителем населённого пункта считается святой Рох. Праздник ежегодно празднуется 16 августа.